# Premia termomodernizacyjna
Premia termomodernizacyjna – forma pomocy państwa dla inwestora realizującego przedsięwzięcie termomodernizacyjne. Jest ona przyznawana przez BGK w wysokości 25% kwoty kredytu wykorzystanego na realizację przedsięwzięcia. Premia termomodernizacyjna jest spłatą części kredytu zaciągniętego przez inwestora. Oznacza to, że realizując przedsięwzięcie inwestor spłaca tylko 75% kwoty wykorzystanego kredytu.
Premia termomodernizacyjna przysługuje tylko inwestorom korzystającym z kredytu. Nie mogą z niej korzystać inwestorzy realizujący przedsięwzięcie z własnych środków.
Podstawa prawna – Rozporządzenie Ministra Infrastruktury z dn. 14 lutego 2008 r. (Dz.U. Nr 33, poz. 195)